# ロスバッハの戦い
ロスバッハの戦い（Schlacht von Roßbach）は、1757年11月5日に行われた七年戦争における会戦である。僅か90分間の戦いで、プロイセンのフリードリヒ大王は、神聖ローマ帝国のライヒサルメ とフランス軍で構成された連合軍を打ち負かした。連合軍は合わせて 41,110人であり、22,000人のプロイセン軍を兵力で大きく上回っていた。 圧倒的な戦力差にもかかわらず、フリードリヒ大王は迅速な行軍、側面攻撃、斜行戦術を駆使して一方的な奇襲を成功させた。
ロスバッハの戦いは、単なる一会戦における見事な勝利というだけでなく、敗れたフランスがプロイセンへの軍隊の増派を拒否し、プロイセンの軍事的成功に注目したイギリスがフリードリヒへの財政支援を増やしたことによって、七年戦争の転機となった。戦いの後、フリードリヒはすぐにロスバッハを離れてブレスラウの郊外へ転進し、ロイテンの戦いに臨んだ。ロイテンでも彼は同様の戦術を用いて、自軍よりも圧倒的多数のオーストリア軍を再び打ち破った。
ロスバッハの戦いは、フリードリヒ大王の戦略が作り上げた最高傑作の1つと見なされており、ロイテンの戦いと合わせて軍事史上でも注目される戦いである。彼はごくわずかな犠牲で、プロイセン軍の2倍の敵軍を無力化した。プロイセンの砲兵部隊は戦場での状況の変化に迅速に対応して位置を変えることができ、勝利への重要な役割を果たした。また騎兵隊の活躍は勝利に決定的に貢献し、オーストリア継承戦争から七年戦争の間の 8年間の訓練に費やした多額のリソースに見合う価値を実証した。

## 七年戦争
七年戦争は世界規模の紛争だったが、直近で終結したオーストリア継承戦争（1740年 - 1748年）と関連するヨーロッパの戦域が中心であった。1748年のアーヘンの和約はプロイセンとオーストリアの間の戦争を終結させたが、それが一時的なものなのは明白だった。フリードリヒ大王として知られるプロイセンのフリードリヒ2世は、豊かなシュレージエンを獲得したが、更に多くのザクセンの領土を狙っていた。オーストリアの女帝マリア・テレジアは、軍事力を再建して新しい同盟を築くための時間を稼ぐために条約に署名し、神聖ローマ帝国内での勢力を立て直すために精力的に活動した。1754年までに、北アメリカにおけるイギリスとフランスの間の緊張の高まりにより、女帝は奪われた領土を取り戻し、プロイセンの拡大に対抗する機会を得た。 大西洋貿易におけるイギリスの支配を破ることを望んでいたフランスはオーストリアとの古くからの対立関係を解消して同盟を結んだ。この突然の事態の変化に直面した英国王ジョージ2世は、甥のフリードリヒ及びプロイセン王国と同盟を結んだ。 この一連の国際外交の激変は外交革命と呼ばれている。 1756年、プロイセンとオーストリアを中心とする両陣営の間で七年戦争が始まった。

### 1757年の戦況
開戦時点で、フリードリヒはヨーロッパで最精鋭と呼べる軍隊を有していた。彼の軍隊はどの部隊も1分間に少なくとも4回のマスケット銃の斉射が可能であり、中には5回の斉射が可能な部隊もあった。 また1日20～32km（12 - 20マイル）の行軍ができ、知られている最も複雑な作戦のいくつかを砲撃を受けながらでも実施することができた。ザクセンを制圧した後、フリードリヒはボヘミアに進軍し、1757年5月6日にプラハの戦いでオーストリア軍を破った。当初は順調だったもののコリンの戦いでの敗北後は行き詰まり、フリードリヒの軍隊の機動力を活用できなくなり、戦局は消耗戦に移った。
1757年の夏、プロイセンは2つの戦線で脅威にさらされていた。東ではロシア軍が75,000の軍隊でメーメルを包囲した。メーメルにはプロイセンで最も強力な要塞の 1つが築かれていたが、5日間の砲撃の後、ロシア軍に攻め落とされた。その後、ロシア軍はメーメルを足がかりに東プロイセンに侵攻し、1757年8月30日のグロース＝イェーゲルスドルフの戦いでプロイセンの小規模な部隊を破った。しかし、ロシア軍はその戦いで砲弾を使い果たしたため、東プロイセンの首都ケーニヒスベルクを占領することができず、その後すぐに撤退した。大規模な軍隊を支えるための兵站は、戦争中常にロシア軍の悩みの種となった。これらの問題はオスマン帝国との戦争で既に露呈していたが、ロシアはモスクワから離れた場所に軍隊を派遣するための課題を解決できていなかった。それでもロシア帝国軍はプロイセンへの大きな脅威となり、フリードリヒはボヘミア侵攻を断念しプロイセンの領土にさらに撤退することを余儀なくされた。
ザクセンとシュレージエンでは、オーストリア軍がその年の初めにフリードリヒが保持していた領土をじわじわと取り戻しつつあった。9月、モイスの戦いでカール公子が率いるオーストリア軍は、フリードリヒが最も信頼していた将軍の1人であったハンス・カール・フォン・ヴィンターフェルトが指揮するプロイセン軍を破り、ヴィンターフェルトを戦死させた。夏が終わると、フランス軍とライヒサルメ(神聖ローマ帝国軍) の連合軍が西から進軍し、ブレスラウ攻略を狙うカール公子のオーストリア軍主力との合流を試みた。スービーズ公シャルル・ド・ロアンとヨーゼフ・フォン・ザクセン＝ヒルトブルクハウゼンが、連合軍の指揮を分担していた。
もしこれらの軍隊の合流を許せば、プロイセンの状況は一層厳しいものになっただろう。この脅威を認識したフリードリヒは迅速な進軍を行うことを決断し、作戦成功のために内線作戦の優位性を活用した。軍隊は通常最も遅い部隊である輜重隊に合わせて進軍せざるを得ないが、フリードリヒは軍隊の進軍先に必要な物資を用意させたため、輜重隊を放棄することができた。彼の軍隊はわずか13日間で274km（170マイル）を移動した。連合軍はプロイセン軍との決戦を避け、手が届かない位置取りを保つよう動き回った。両軍は数日間前後に移動を続け互いを出し抜こうとしたが、やがて膠着状態に陥った。この間、オーストリアの襲撃隊がベルリン襲撃を行い、プロイセン王家を脅かした。

## 周辺の地形と前哨戦
ロスバッハの戦いの物語は、有名な90分間の戦闘の物語であると同時に、戦いに至るまでの5日間の機動戦の物語でもあり、その作戦は地形によって形作られた。初期の交戦はヴァイセンフェルスの村が中心だった。そこは現在のアウトバーン 9からそう遠くない、ライプツィヒ高地のチューリンゲン盆地からザーレ川中流が出てくる場所だ。ライプツィヒとザーレ川の間の谷の一部は比較的狭く、川とその支流によって切り取られている。 山腹は険しく、渡河可能な地点は限られていた。 これにより両軍は渡河地点を巡って争い、戦闘につながる軍隊の動きに影響を与えた。
戦いの舞台となったロスバッハは、メルゼブルクの南西14km（9マイル）にあり、標高120～245mの小丘が点在する広い台地にあった。そこは木々や垣根がほとんどない広い平原だった。地面は砂地と湿地が混在していた。 小さな小川がロスバッハとメルゼブルクの間を流れ、その南には2つの低い丘、ヤヌスとペルツェンがそびえていた。トーマス・カーライルは後にこれらを印象的ではないと記したが、足元は緩い石や砂で滑り、大砲を引きずっている馬には影響があっただろう。ザーレ川は西に流れ、ロスバッハの南東数マイルにあるヴァイセンフェルスの小さな町を通っていた。

### ヴァイセンフェルスの戦い
10月24日、連合軍がヴァイセンフェルスに辿り着いたとき、プロイセン陸軍元帥ジェームズ・キースはライプツィヒにおり、フリードリヒ大王は2日後に合流した。数日のうちに、大王の弟であるハインリヒ・フォン・プロイセンが軍の本体と共に到着し、義理の弟であるブラウンシュヴァイク＝ヴォルフェンビュッテル侯子フェルディナンドがマクデブルクから到着した。モーリッツ・フォン・アンハルト＝デッサウは10月28日までに到着した。彼の軍隊は1日で最大43km(27マイル)の進軍を行ったが、連合軍との交戦意欲は旺盛であった。集結したプロイセン軍は合わせて22000人となった。
10月30日、大王は軍を率いてライプツィヒからリュッツェンに向かい、ヨハン・フォン・マイヤー大佐が率いる1,500名の独立部隊であるフライバタリオンに連合軍の哨戒隊と偵察隊を一掃させた。これにより敵主力軍への道が開かれた。翌日、大雨の中、フリードリヒは午後3時にリュッツェンを発った。 天候にもかかわらず、連合軍の騎兵隊が妨害を仕掛けてきたが、彼らはプロイセン軍への攻撃に熱中するあまり、ヴァイセンフェルスに伝令を送ってプロイセン軍の接近を警告するのを怠った。 そのため翌日の午前8時頃にプロイセン軍が現れるとフランス軍は奇襲を受ける形になった。そこの部隊は4個大隊と擲弾兵18個中隊で構成されるクリヨン公ルイスの指揮下の5,000人の部隊だった。
クリヨンは門を封鎖し攻撃に備えようとしたが、プロイセン軍は町の門に向けて砲撃を加えて守りを突破し、連合軍の抵抗は精確な砲撃の前に脆くも敗れ去った。 連合軍はザーレ川に架かる橋を渡って撤退すると速やかに橋に火を放ち、プロイセン軍の追撃を防いだ。守備隊のうち630名が対岸に取り残されて降伏した。 ブルクヴェルベンにいたザクセン＝ヒルトブルクハウゼンは、プロイセンが橋を修理するのを防ぐために、ザーレ川越しの砲撃を命じた。フリードリヒの砲手は応戦し、両軍は午後 3 時頃まで互いに砲撃を続けた。

### 連合軍の後退

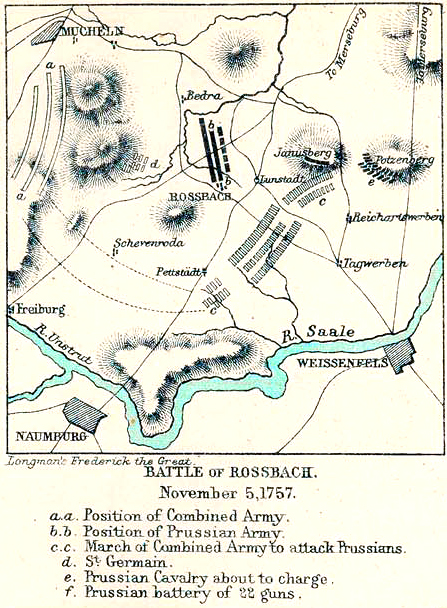
ロスバッハの前の平原に展開する連合軍

激しい砲撃戦が続いたため、プロイセン軍はヴァイセンフェルス付近では容易に渡河地点を確保できず、フリードリヒは偵察隊を派遣して別の渡河地点を探索した。キース元帥の別動隊もメルゼブルクに到着したが、そこの橋も破壊され、連合軍は対岸で進軍を防ぐ構えを取っていた。ザーレ川の対岸には、連合軍が防御陣を敷くのに優位な高地があり、そこでフリードリヒの動きを監視することもできた。しかし不可解なことに、ザクセン＝ヒルトブルクハウゼンはこのアドバンテージを放棄し、間にある丘を頼りに、ブルクヴェルベンとターゲヴェルベンに向かって後退した。スービーズ公は ライヒャルツヴェルベンからカイナウを通って前進し、グロースコベッツァで合流した。連合軍はメルゼブルクの周辺住民から情報を求めたが、ザクセンの農民はフランスとオーストリアを嫌っていたため、ほとんど情報を得られなかった。このことはザクセン＝ヒルトブルクハウゼンやスービーズ公が、フリードリヒの作戦や実際の行軍位置を把握する妨げとなった。11月3日の夜までに、プロイセン軍の工兵は新しい橋を完成させ、プロイセンの戦線全体がザーレ川を渡って前進した。フリードリヒは川を渡るやいなや、フリードリヒ・ヴィルヘルム・フォン・ザイトリッツの指揮の下1,500の騎兵を派遣して連合軍の陣営を襲撃させた。彼は翌日改めて総攻撃する予定だったが、急襲に動揺したスービーズ公は夜中により安全な後方に陣地を移動した。11月4日、フリードリヒはロスバッハに陣営を置いた。
連合軍内部では、フランスとオーストリア両軍の将校が指揮官の臆病な采配に不満を高めていた。明らかにフリードリヒの陣地は不安定に見え、何よりプロイセン軍は圧倒的に少数なのだ。将校ピエール・ヨーゼフ・ブルセは、翌朝からプロイセン軍の左側面を迂回して退路を切断し、包囲攻撃を仕掛けることで戦争自体の決着を目指すべきだと進言し、スービーズ公とザクセン＝ヒルトブルクハウゼンを説き伏せた。翌11月5日の朝、ザクセン＝ヒルトブルクハウゼンは時を一瞬たりとも失わずに前進して高地を獲得し側面攻撃を仕掛けるべきだとフランス軍に通達したが、その時点ではスービーズ公はフランス軍を出陣させるための準備を何もしていなかった。

## 戦いの経過

### 戦場の初期配置

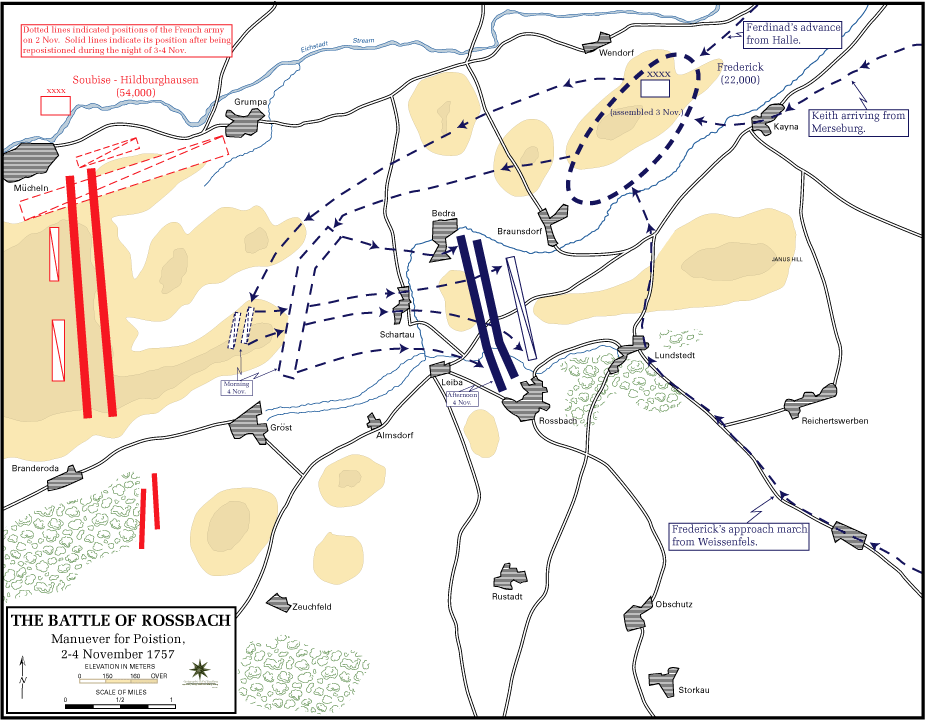
当日朝までの両軍の動き

1757年11月5日の朝、プロイセン軍の陣営は左のロスバッハと右のベドラの村の中間にあり、連合国と対峙していた。カール公子、フランス軍を指揮するスービーズ公、および神聖ローマ帝国軍を指揮するザクセン＝ヒルトブルクハウゼンは、フリードリヒに会戦を開始する機会を与えない方針だった。彼らの部隊は西に位置し、右翼はブランデローダの町の近くにあり、左翼はミュッヘルンにあった。プロイセンの前哨は陣営のすぐ西の村にあり、連合軍の前哨はショルタウの丘とガルゲンベルクにあった。
連合軍はプロイセン軍の2倍の兵数であり、クロード＝ルイ (サン＝ジェルマン伯爵) が指揮する前哨はフリードリヒの野営地を見通せる位置にあった。フランス軍とハプスブルク帝国軍 (ライヒサルメ) は、62大隊 (31,000)の歩兵、84中隊(10,000) の騎兵、109の大砲、合計約41,110人で構成され、スービーズ公とザクセン＝ヒルトブルクハウゼンの指揮下にあった。連合軍は前日の作戦に基づいて主導権を握り、ザクセン＝ヒルトブルクハウゼンは攻勢に出ることを決意していた。しかしスービーズ公に戦いの危険を冒すよう説得するのに苦労したため、連合軍が陣地から動き出したのは11月5日の午前11時のことだった。スービーズ公はおそらく、日暮れ前の部分的な軍事行動で有利を得ることを考えており、可能な限り開戦時刻を遅らせるつもりだった。彼らの計画では、連合軍はプロイセン軍の左にある重大な自然の障害物が存在しないゾイヒフェルトのそばを通過し、右翼のライヒャルツヴェルベンと左翼のペットシュテットの間で北向きの戦闘横隊を展開する予定だった。ザクセン＝ヒルトブルクハウゼンの主戦論とスービーズ公のより消極的な方針は、この位置を取ってプロイセン軍のザーレ川方面への退路を断つことで両立できる可能性が高いように見えた。連合軍はプロイセン軍の側面を通過しなければ目的地に到達できず、敵の正面に脆弱な側面を晒さなければならなかった。そのため、連合軍は露出した側面への攻撃を防ぐために左側にかなりの守りを配置していた。
一方プロイセン軍は27の歩兵大隊(17,000)と 43中隊の騎兵(5,000)、および 72の砲兵中隊、合計22,000 名の兵士で構成されていた。また朝遅くにライプツィヒから到着した攻城砲をいくつか配備していた。フリードリヒは朝からロスバッハのゴルダッカー邸の屋上からフランス軍を見ていた。連合軍の動きの初期段階では、南に向かって物資補給のために後退し始めたと考えていた。彼は農民から情報を得るために斥候兵を送った。斥候兵はスービーズ公がヴァイセンフェルスへの道を進んだと報告した。 その道はその町だけでなく、スービーズ公が補給を得られるフライブルクやプロイセン軍をザーレ川から切り離すメルゼブルクにもつながっていた。正午ごろ、フリードリヒは食事に行き、若い大尉のフリードリヒ・ヴィルヘルム・フォン・ガウディを残してフランスの動きを監視させた。2時間後、大尉はフランス軍が近づいていることを王に報告した。ガウディの興奮した報告は、最初はフランスとライヒサルメの後退を確認するように見えたが、フリードリヒ自身も時々地面の起伏の間に見える連合軍の縦隊がゾイヒフェルトから東に向かっているように見えることを確認した。フリードリヒは敵の騎兵と歩兵がすでにペットシュテットに近づいていることを確かめ、敵軍がプロイセン軍を側面と後方から包囲して後方連絡線を遮断することを目論んでいることを看破した。フリードリヒはこれに対抗して軍を動かし、迂回してくる連合軍を待ち伏せすることを決断した。これまで決戦を避けてきた連合軍に打撃を加えるこれ以上ない好機であり、大王は躊躇することなくその機を掴んだのだ。

### 開戦までの動き
フリードリヒが午後2時30分までに指示を出してから、午後3時までにプロイセン軍全体が陣地を破棄してテントと装備を積み込んで整列していた。フリードリヒ・ヴィルヘルム・フォン・ザイトリッツは38の騎兵中隊を率いて、ロスバッハとライヒャルツヴェルベンの間の小さな丘であるヤヌスとペルツェンに向かって移動した。ほんの少しの間を除いて、行軍は完全に連合軍の視界から隠されていた。彼の後にカール・フリードリヒ・フォン・モラー大佐の指揮下の18門の大砲が続き、歩兵と騎兵隊の間、ヤヌスの裏側に配置された。サン＝ジェルマン伯爵の前哨を抑えるために、ロスバッハに7個大隊が残った。
プロイセン軍の動きのいくつかは連合軍も認識していたが、スービーズ公は敵軍が後退しているものと考えた。彼は先遣隊にヤヌスの丘に急ぐよう命じたが、それ以上の具体的な指示を与えなかった。連合軍の歩兵は 3つの長い列で行軍しており、先頭にはピエモンテとマイリーのフランス連隊があり、側面と右列の前にはオーストリアの胸甲騎兵と帝国騎兵隊の2つの連隊があった。10個のフランス大隊が予備として残り、他の12個大隊が左側面を警戒した。戦況の優位を確信していたスービーズ公は前方の偵察を命じず、前衛部隊も派遣しなかった。 連合軍はやみくもにフリードリヒの手中に飛び込んだのだ。

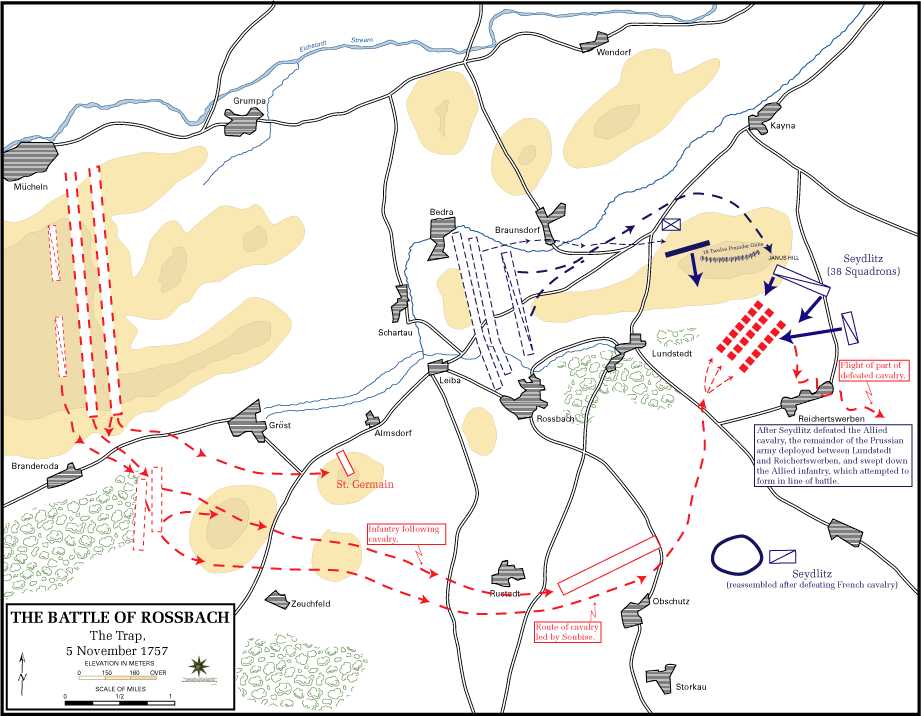
連合軍の迂回とプロイセン軍の待ち伏せ

プロイセン軍が陣営を離れるとき、サン＝ジェルマン伯爵が指揮するフランスの前哨基地に対して陽動を行うために一握りの軽部隊を残した。これらの軽部隊はヤヌスとペルツェンに直角に横たわるシャルタウの丘に側面警戒線を構築した。フリードリヒは敵と平行に戦線を形成させるつもりも、後退するつもりもなかった。彼の軍隊は連合軍の2倍の速さで行軍することができた。接触の瞬間に連合軍がすでに北向きの戦線を形成していた場合、プロイセン軍は彼らの右側面からの攻撃を仕掛け、まだ東または北東に縦隊を組んで移動している場合は、残りの部隊が横隊を展開する前に、隊列の先頭を押しつぶすつもりであった。
連合軍は2つの主要な列を作って行軍していたが、加えてさらに右側に歩兵予備からなる列が存在し、1列目と2列目の間に大砲予備隊があった。右翼の騎兵隊は2列の先頭を進み、左翼の騎兵隊は最後方を進んだ。いくつかのプロイセンの動きに気付いてスービーズ公は東への旋回を命じた。これは練兵場の条件下でも複雑な動作であり、でこぼこした地形でお互いになじみのない部隊が混在する実戦では一層困難であった。最初、列は規定の間隔を保ち、ゾイヒフェルトに向かって東に旋回していたが、その後、予備歩兵の一部が2つの主要な列の間に巻き込まれ、予備砲兵の動きを妨げた。さらに、旋回の外側の側面にいる部隊は、内側の部隊の過度に急速な動きに追いつくことができないことに気づいた。
スービーズ公とザクセン＝ヒルトブルクハウゼンは、自軍の部隊が旋回に苦戦して生じた混乱を意に介さなかった。連合軍の司令官たちにはプロイセン軍が東に移動しているように見えており、プロイセン軍が包囲を恐れて撤退しようとしていると誤断した。連合軍は行軍を急ぎ、先導する騎兵隊をライヒャルツヴェルベンに向かわせた。彼らはまた、列の尾部から左翼の騎兵隊の一部を呼び出し、側面警備にあたっていた騎兵隊でさえも彼らが追撃戦であると推定したものに参加させた。これらの新たな命令によって戦列は更に乱れていった。

### 短時間での決着
ヤヌスの丘のモラーの砲兵隊が、午後3時15分にこの混乱した連合軍に開戦を告げる砲撃を加えた。自軍の歩兵よりも先行してライヒャルツヴェルベンの北にいた連合軍の騎兵隊はモラーからの砲撃に苦しんでいたが、指揮官は砲撃についてあまり深刻にとらえなかった。撤退を支援するために砲撃を行うのは一般的な戦術だったので、連合軍はむしろプロイセン軍の撤退を確信し、砲撃による反撃の準備を始めるだけで満足した。騎兵隊は慌てて射程外に出ようとしたが、これにより連合軍の歩兵縦隊の戦列の乱れは一層深まった。
連合国に気づかれないように、ザイトリッツは騎兵隊を20中隊と18中隊の2つに分けて編成し、ゆっくりとペルツェンの丘の尾根の陰に到達し、そこで待機した。ザイトリッツは列の先頭に位置取り、静かにパイプをふかしていた。連合軍の騎兵隊が尾根の頂上から1,000 歩離れた距離まで近づいたとき、彼はパイプを空中に放り投げて突撃の合図を出した。午後3時30分、ザイトリッツは丘の頂上に到達し、最初の20中隊が丘を下り連合軍に攻めかかった。 連合軍の主力である胸甲騎兵はザイドリッツの部隊に対抗しようとしたが、突撃の勢いを受け止めることはできずに大混乱に陥った。プロイセンの騎兵隊は側面から側面へ駆けた。プロイセン騎兵は厳しい訓練によってペースを乱すことなく縦隊から3〜4列の横隊に展開することを可能にしていた。彼らは極めて密集した突撃陣形を形成でき、大型のトラケナーに騎乗するプロイセン騎兵隊の突撃は開けた地形ではいかなる陣形でも圧倒する破壊力があった。騎手は全速力で縦横無尽に駆けることができた。
戦闘はすぐに一対一の白兵戦に発展した。 ザイトリッツ自身も一騎兵として戦い重傷を負った。 彼はまだヤヌスで待機していた18騎兵中隊にも戦闘に参加するよう命じた。2回目の突撃はフランスの騎兵隊を斜めから攻撃した。混乱は連合軍の歩兵を通り過ぎて、急速に南に波及した。主要な縦隊の間でもがいていた連合軍の予備隊の一部は徐々に脱出して右側の残りの予備隊列に合流しようと努力していたが、騎兵隊による連合軍の歩兵の掃討が彼らを戦闘に引きずり込んだ。連合軍の予備砲兵は歩兵縦隊の混乱に巻き込まれ、危険にさらされた連合軍を支援する余裕を失った。シャルタウの丘には王弟ハインリヒのプロイセン歩兵が左側から雁行陣で待機しており、砲兵と騎兵から逃れた連合軍の部隊にマスケット銃の弾幕を浴びせた。フランス軍の反撃の試みは混乱に陥った。前線にいた連合軍の騎兵隊のほとんどは最初の突撃で破壊され、その多くは逃げようとして自軍の部隊を踏みにじった。戦場には負傷して死にかけている兵士と馬が散らばっていた。 開戦してここまでわずか約30分でのことであった。
ザイトリッツは騎兵隊を呼び戻した。これ自体が珍しいことであり、通常騎兵隊は1回、多くても2回の攻撃を行った後、残りの戦闘では逃げる軍隊の追跡を行うだけであった。ザイトリッツは集結した部隊を率いて連合軍の側面と後方、戦闘から約2km（1マイル）離れたライヒャルツヴェルベンとオブシュッツの間の林に向かい、そこで馬と兵士に息を整えさせた。離れていく騎兵を見て安心した連合軍は、左方で横隊を展開する脅威である約4個大隊のハインリヒの歩兵に集中した。連合軍は同様の横隊を展開するのを諦め、縦隊を形成して銃剣突撃による戦況の打開を試みた。
前進する連合軍の銃剣突撃がプロイセン軍に届く前に、彼らはハインリヒの歩兵の射程内に入った。 訓練されたプロイセンの斉射は、整然とした連合軍の戦列を細断した。更にライプツィヒからの攻城砲によって強化されたモラーの砲兵隊が更なる打撃を与え、指揮系統は混乱に陥った。ハインリヒの歩兵も前進し更なる斉射を加えた。最後に一見どこからともなく、ザイトリッツが騎兵隊全軍による包囲攻撃を仕掛けた。側面と背後からの騎兵隊の急襲はすでに意気消沈していた連合軍に大混乱と絶望を引き起こし、ついに全面的な壊走へと至った。 ザイトリッツの騎兵隊は暗闇が追跡を不可能にするまで逃げる連合軍を追跡して大戦果を挙げた。

### 戦いの後

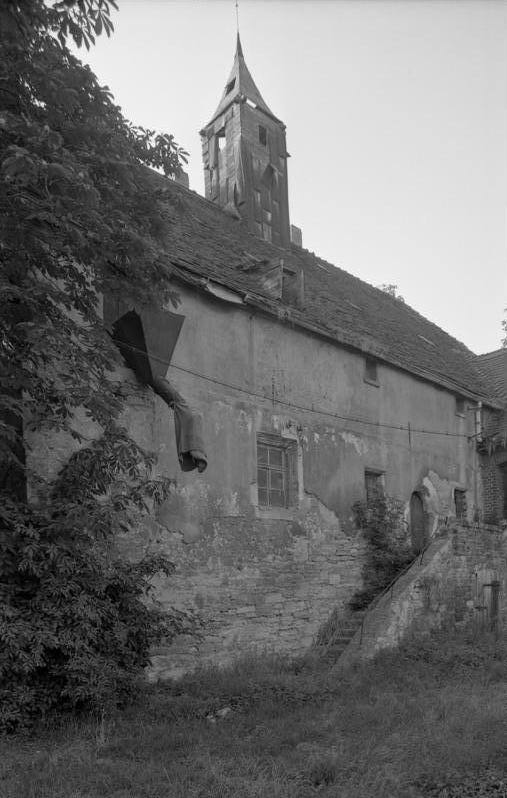
フリードリヒ大王が連合軍を見渡しプロイセン軍の指揮を執ったロスバッハのマナー・ハウスの塔。ここから、彼はザイトリッツの騎兵隊が最後の攻撃を開始するのも見た。

戦闘は全体でも90分未満であり、歩兵が加わった戦闘の最後の部分はたった15分以内だった。敵と交戦したプロイセン大隊はわずか7つであり、これらも兵士1人あたり5から15回の斉射を行ったにすぎなかった。
負傷したスービーズ公とザクセン・ヒルトブルクハウゼンは1つまたは2つの連隊を手元に残すことはできたが、残りは周囲に散り散りになってしまった。連合軍は合わせて6人の将軍を失った。これは18 世紀の戦争では異常に多い数だが、この戦いでのプロイセン騎兵隊の大立ち回りを思えばあり得ないことではないだろう。オーストリアの人口統計学者ガストン・ボダートの推計によれば、連合軍のうち、死者1,000人（将軍6人を含む）、負傷者約3,500人（将軍4人を含む）であり、合計で8.3%が負傷または死亡、12.2%（約 5,000）が行方不明または捕虜となったとしている。他の歴史家には、捕虜の数をもっと高く、ほぼ3分の1、つまり約13,800人としている例もある。プロイセンは戦利品として72門の大砲 （連合軍の62%）、7つの戦旗、21の軍団旗を獲得した。プロイセン軍はフランスの将軍8人と将校260人を捕らえた。
プロイセンの損失はより物議を醸しているが、フリードリヒは無視できる程度の犠牲者数だったと誇っていた。連隊の歴史を徹底的に研究した結果、ボダートはプロイセン軍の死者を169人から170人（士官7人を含む）、負傷者を430人（ハインリヒ、ザイトリッツ、その他の将軍2人と将校19人を含む）と推計した。 これらの死傷者数はプロイセン軍全体の2.4%で、実際に戦闘に加わったプロイセン軍の10%未満である。他の最近の情報筋の推計では、プロイセン軍の負傷者はわずか300人、多くても500人としている。 後の連隊記録の評価に基づく現代の情報源はプロイセンの損失をボダートよりもさらに少なく、1人の大佐が戦死し、さらに2人の将校と67人の兵士が死んだに過ぎないとしている。
フランス軍を率いたスービーズ公シャルル・ド・ロアンはルイ15世の寵姫であったポンパドゥール夫人の寵愛によって地位を得た軍事的資質に欠ける指揮官であり、歴史的にも大敗の責任を追及されてきた。一方でフランス軍の主力は ルイ・シャルル・セザール・ル・テリエと共にラインラントに派遣されており、兵士の質にも難があったことは考慮すべきであるかもしれない。彼らはドイツ全土で執拗な略奪を行い、悪名高かった。また彼の軍隊には、約12,000 人の様々な立場の民間人の同行者を連れていた。戦いの後、前哨を指揮していたサン＝ジェルマン伯爵は、彼の指揮下にある軍隊は問題があり、強盗、殺人者の集団である上、銃声で逃げ出す臆病者だと不平を残している。

オーストリア軍によるシュレージエン奪還を知り、ブレスラウへ向け東へと転進するフリードリヒとプロイセン軍

ライヒサルメについても程度の差はあれ、それほど優れていたわけではなく、プロイセン軍をコリンで破った強大なオーストリア軍とはまったく異なっていた。彼らは神聖ローマ帝国を構成する諸侯たちから派遣された部隊からなる軍隊である。司令官は訓練、管理、武装、規律、リーダーシップに問題があると報告していた。司令官自身であるヨーゼフ・フォン・ザクセン＝ヒルトブルクハウゼンについても同様に怠惰で動きの遅い男と批判を受けている。 神聖ローマ帝国の連隊将校は、基本的な守備陣形の訓練さえも受けていないことがよくあった。これらの部隊は共に行動した経験がほとんどなく、共に戦うことは更に滅多にないことだった。この問題は旋回行軍の混乱という形で最も顕著に表れた。さらに、ライヒサルメを構成する諸侯のいくつかはプロテスタントの立場からフランスとの同盟に不満を持っており、 彼らの多くはプロイセンに好意的だった。戦いの一方的な結果のニュースが広まると、一部の帝国市民は満足を感じすらした。 この戦いは大同盟戦争などのルイ14世の戦争中のラインラントやプファルツでのフランスの残虐行為に対する報いと見なされたのだ。
フリードリヒが西で連合軍と交戦している間、その秋にオーストリア軍主力はゆっくりとシュレージエンを奪還した。カール公子はシュヴァイトニッツの街を占領し、シュレージエン南部のブレスラウを攻撃した。シュレージエンに戻る途中でフリードリヒはブレスラウの陥落（11月22日）を知った。彼と22,000人の兵士は線路を逆走し、ロスバッハからブレスラウの西 27 km（17 マイル）にあるロイテン（現在のポーランドのルティニア）までの 274 km（170 マイル）を12日間で移動した。途中、リーグニッツで、ブレスラウの戦いを生き延びたプロイセン軍と合流した。 約 33,000人の増強された軍隊がロイテンに到着し、66,000 人のオーストリア軍と対峙した。ロスバッハからの急速な転進による軍隊の疲労にもかかわらず、フリードリヒはロイテンでも引き続き決定的な勝利を収めることとなる。

## 評価
戦闘後フリードリヒ大王は「ほとんどの歩兵にマスケット銃を肩に担がせたままロスバッハの戦いに勝利してしまった。」と語ったと伝えられている。これは確かに真実であり、実際に戦闘に加わった兵力は彼が率いた全部隊の25%未満に過ぎない。フリードリヒは機動戦術を駆使して3,500 騎の騎兵、18 門の大砲、および 3つの歩兵大隊という一部の軍隊だけで、ヨーロッパ屈指の2つの大国の連合軍を打ち負かしたのだ。ロスバッハでのフリードリヒの戦術は、軍事学の歴史において画期的なものとして記録される。
ロスバッハではまた、プロイセン軍の2人の将校、砲兵大佐カール・フリードリヒ・フォン・モラーと騎兵隊長フリードリヒ・ヴィルヘルム・フォン・ザイトリッツの並外れた才能が発揮された。2人は地形の戦術的な長所と短所を一目で見分けることができる優れた能力（Coup d'œil）を持っていた。これにより彼らは砲兵と騎兵を最大限に活用できた。フリードリヒ自身はこれを「陣地が置かれる土地の長所と短所、敵の攻撃に対処する方法を見抜く公正で断固たる視点を学ぶ技術の完成形である。一言で言えば、これがcoup d'œilの真の意味であり、それがなければ将校は重大な結果をもたらす過ちを犯す可能性がある。」と語っている。戦いの朝、フリードリヒは2人の上位の指揮官を追い越し、ザイトリッツを騎兵隊全体の指揮官に任じた。ザイトリッツは戦間期（1748年 - 1756年）を騎兵隊の訓練に費やし、最適な速度と力を発揮できるようにしていた。もう一人の優れた将校であるモラーは、暫定的に機動性の高い砲兵部隊の開発を試みていた。彼の砲兵技術者は、戦場まで騎馬で向かった後に下馬して戦う竜騎兵と同様の訓練を受けた。 砲兵の場合は必要に応じて銃を戦場まで引きずって運んだ。これはフリードリヒが後に完成させた騎馬砲兵の域には達していなかったが、構造と機能は似ていた。その後、訓練と使用法が洗練されていった。
また、モラーとザイトリッツがフリードリヒの作戦目標を適切に認識していたことも、この戦いでの成功につながったとも言える。たとえば、奇襲部隊であるザイトリッツは1回の攻撃と撤収で満足せず、騎兵隊を林に集めて木々の陰で再編成を行った。機が熟したときに彼は騎兵隊を再び突撃させ、連合軍にとどめの一撃を加えた。同様に、モラーの砲兵部隊は、フランス軍が射程内に入るまで丘の裏側で待機し、次に丘を登ると徹底的かつ正確な弾幕を貼った。 モラーの徹底的な砲撃の振動は、数マイル離れた場所でも感じられた。ロスバッハの戦いでは戦場での戦術的展開の手段としての縦隊がプロイセンの横隊より劣っていることが証明された。 密集した縦隊による銃剣突撃では、モラーの砲撃やザイドリッツの騎兵隊の突撃を前に持ちこたえられなかった。
ロスバッハの戦いでの劇的な勝利は、七年戦争の同盟関係に転換点をもたらした。戦勝の知らせはジョージ2世とイギリスがプロイセンとの関係を強化する重要なきっかけとなった。北アメリカのフランス領土に対する攻撃を続けている間、プロイセンがフランス軍を大陸に拘束できると判断し、イギリスはフリードリヒへの財政支援を増額することを決めた。プロイセン本土における戦争に対するフランスの関心はロスバッハの大敗を受けて急激に低下し、フランスは連合軍への財政的および軍事的貢献を削減したため、オーストリアは中央ヨーロッパでプロイセンに対処するために単独で取り残された。フランス軍はハノーファーとプロイセンのラインラント領土に対する戦争を続けたが、フリードリヒの最も優れた将校の1人であったブラウンシュヴァイク侯子フェルディナンドが指揮するハノーファー軍は、残りの戦争の間西ドイツでフランス軍を拘束し続けた。